# جوني براتون
جوني براتون (بالإنجليزية: Johnny Bratton)‏ مواليد 09 سبتمبر 1927 في ليتل روك، الولايات المتحدة - الوفاة 15 أغسطس 1993، كان ملاكم محترف أمريكي صنّف ضمن فئة وزن الوسط بدأ مسيرته الاحترافية سنة 1944. فاز ببطولة رابطة الملاكمة العالمية لوزن الوسط سنة 1951 بعد فوزه على تشارلي فوساري.

## إحصائيات
خاض خلال مسيرته 86 نزالا، فاز في 59 وتعادل في 3 وخسر في 24. فاز بالضربة القاضية في 33 نزالا.

## روابط خارجية
- جوني براتون على موقع بوكس ريك (الإنجليزية) (registration required)